# Pleurotomella maitasi
Pleurotomella maitasi é uma espécie de gastrópode do gênero Pleurotomella, pertencente a família Raphitomidae.